# Kentucky Speedway
Le Kentucky Speedway est un ovale américain basé à Sparta dans le Kentucky. D'une longueur de 1,5 mile (2,4 km), il peut accueillir 104 000 spectateurs assis.

## Courses actuelles
- Indy Racing League
- NASCAR Sprint Cup
- NASCAR Nationwide Series
- NASCAR Camping World Truck Series
- ARCA RE/MAX Series